# Сааремаа
Сааремаа (Сарома, Езел) (на естонски: Saaremaa) е остров в източната част на Балтийско море, част от територията на Естония. Площ 2673 km² (заедно с околните малки островчета 2714 km²).

## Географска характеристика
Дължина от североизток на югозапад 90 km, ширина до 45 km. Той е най-големият остров в Моонзунския архипелаг, като Ирбенския проток на юг го отделя от континента, протока Вайкевяйн на североизток – от остров Муху, а протока Соелавяйн на север – от остров Хиюмаа. Затваря от северозапад големия Рижки залив. С остров Муху е съединен с дига, по която е прокарано шосе. Бреговата му линия е силно разчленена от множество малки заливи (Сууркател, Кихелкина, Тагалахт, Кюдема и др.) и полуострови между тях (Сирве, Тагамиза и др.). Изграден е основно от варовици, покрити на места с ледникови и морски наслаги. Релефът му е равнинен (максимална височина 54 m), на места заблатен. Има множество малки реки (Пидусте, Лейзи, Койли и др.) и потоци. Почвите са слабо развити, чакълести, образували се от изветрянето на карбонатни скали. Има малки хвойнови и борови горички. По крайбрежието гнездят различни видове прелетни птици. Разработват се находища на доломити и варовици. Население към 2013 г. 30 966 души, като най-голямо селище е град Куресааре, разположен на южното му крайбрежие.

## Историческа справка
През Средновековието островът е населен от естонци, като в началото на XIII век е завладян от Ливонския орден, обединил се малко по-късно с Тевтонския орден. В средата на XVI век Сааремаа става датско владение, през 1645 година преминава под контрола на Швеция до 1721 година, когато е завладян от Руската империя. От 1917 година е част от независима Естония с прекъсване през съветската (1940 – 1941 и 1944 – 1991) и германската окупация (октомври 1941 – ноември 1944).